# 島田重次
島田 重次（しまだ しげつぐ）は、戦国時代から江戸時代初期の旗本。

## 人物
三河国矢作庄の国人の島田利秀の子。はじめ徳川家康に仕え、のち徳川秀忠の旗奉行・代官となった。

## 家系
島田氏は美濃守護の一族であった土岐満貞の後裔と称した。三河国設楽郡島田庄（現在の愛知県新城市大字愛郷島田）に住居して以来、「島田」を称したという。最初に島田の地に住した一族は衰退するが、島田氏の名跡は他の土岐氏一族により継がれ、特に土岐光忠（月海太郎とも、土岐頼忠の子）の子の定忠とその子の定俊（矢作太郎）の系統と称した一族は三河国碧海郡矢作庄（現在の愛知県岡崎市南西部矢作川付近）にて、一定の勢力を得ていた。

## 生涯
重次の祖父にあたる十兵衛の代に、勢力を拡大した松平広忠の家臣となった。父の島田右京亮利秀も同じく広忠とその子の松平家康（徳川家康）の使番として仕え、三方ヶ原の戦いでは浜松城の留守居役を務めた。重次もまた父と同じく松平氏に仕え、御使番として鉄砲足軽二十名を預けられ、加えてさらに三十名を加えられた。のち秀忠に附けられ、大坂の陣の際は旗奉行に任ぜられた。
遠江国にて二千石を得ていたが、のち徳川家の関東入府後は武蔵国入間郡坂戸に所領を与えられ、五男の利正らと共に代官としての活動が史料に見られる。関東郡代の伊奈忠次に属して関東総検地を実施した。その他にも干害対策のために上総国山辺郡（現在の千葉県東金市）に雄蛇ヶ池という溜め池を造る指揮を取るなど活躍した。
奥州の大名相馬義胤とは旧縁があったらしく、義胤と利胤（当時は密胤）親子らによる関ヶ原の合戦後の相馬家存続運動に関係し、利胤を本多正信に紹介している。
文禄元年（1592年）、所領の坂戸に菩提寺として長溪山永源寺を建立した。

寛永14年（1637年）、隠居先の坂戸にて、93歳で死去した。
長男の春世が寛永11年11月11日に重次に先立って死去しており、春世に男子がおらず、また次男らはそれぞれ取り立てられ別家を興していたため、五男の利正が重次の所領を引き継いだ。